# Preben Jensen
Preben Jensen (født 19. maj 1947) er en dansk politiker fra partiet Venstre, der fra 2002 til 2006 var borgmester i Billund Kommune.
Preben Jensen blev valgt til kommunalbestyrelsen ved kommunalvalget i 2001 og tiltrådte i byrådet 1. januar 2002. Allerede to dage senere, 3. januar 2002 blev han valgt til borgmester, efter den netop genvalgte mangeårige borgmester, partifællen Erik Tychsen gik af på grund af sygdom.
Jensen blev den sidste borgmester i den gamle Billund Kommune. Ved Strukturreformen 2007 blev Billund Kommune sammenlagt med Grindsted Kommune. Kommunens navn blev Billund, men Grindsted blev kommunens centrum. Den hidtidige borgmester i Grindsted Kommune, Ib Kristensen blev valgt som Venstres borgmesterkandidat til den ny kommune og blev efter valget konstitueret som borgmester. Til gengæld blev han ved valget i 2005 valgt til regionsrådet i Region Syddanmark, som tiltrådte 1. januar 2007. Preben Jensen har herefter siddet i regionsrådet siden, men genopstiller ikke ved valget i 2021.